# Kovačka vatra
Kovačka vatra služi za zagrijavanje malih predmeta prilikom kovanja. Kao gorivo koristi se ugljen koji ne sadrži sumpora. Kovačka vatra se sastoji od dna koje je izrađeno od lijevanog željeza ili vatrostalnog materijala, a u koje se s donje strane dovodi mlaz zraka za izgaranje. Kovačka vatra se priključuje na centrifugalni ventilator koji usisava zrak za izgaranje ugljena, čime se podiže radna temperatura. Iznad kovačke vatre se postavlja odvodnik plinova koji se spaja na dimnjak. Pored kovačke vatre nalazi se posuda napunjena vodom za hlađenje alata, koji dolaze u dodir s predmetima zagrijanim za kovanje.

## Kovačka peć
Kovačka peć služi za zagrijavanje velikih i teških predmeta. Peć se sastoji od komore koja je obložena vatrostalnim materijalom. Peći se mogu napajati ugljenom, plinom, mazutom ili električnom strujom. Temperatura u pećima se regulira i kontrolira automatski, pomoću električnih pirometara i termostata. Uvlačenje i izvlačenje predmeta za zagrijavanje izvodi se pomoću odgovarajućih uređaja.

### Temperatura kovanja
Temperatura kovanja ovisi o vrsti materijala kojeg se prerađuje. Iskusan kovač može po boji zagrijanog čelika približno odrediti temperaturu zagrijanog čelika (boja užarenog čelika). Na pećima za zagrijavanje nalaze se mjerni instrumenti (pirometri). 
| Materijal   | Najmanja – najveća temperatura (°C) |
| ----------- | ----------------------------------- |
| Čelik       | 650 – 1100                          |
| Bakar       | 750 – 800                           |
| Mjed        | 750 – 900                           |
| Nikal       | 900 – 1000                          |
| Cink        | 120 – 150                           |
| Aluminij    | 450 – 520                           |
| Lake legure | 350 - 480                           |

### Nakovanj
Nakovanj se postavlja na stabilni panj i ima zadatak ublažiti udarce i vibracije uzrokovane udarcima čekića po predmetu i nakovnju. Radna površina nakovnja je zakaljena. Nakovanj se sastoji od središnjeg prizmatičnog dijela i dva čeona šiljka, od kojih je jedan konusnog oblika i služi za savijanje predmeta, a drugi je oblika piramide i služi za savijanje pod kutom. Na gornjoj površini nakovnja nalaze se dva otvora, jedan okrugli, jedan kvadratni, a služe za postavljanje pomoćnih alata.

### Kovačka kliješta
Kovačka kliješta služe za pridržavanje predmeta pri kovanju. Postoje kliješta različitih oblika, zavisno od predmeta koji se želi stegnuti. Drške kliješta su dugačke, kako bi ruka radnika bila na dovoljnom rastojanju od izvora topline. Preko drški se može postaviti stezni prsteni. 

### Kovački čekići
Kovački čekići su alati kojima kovači oblikuju predmet obrade. Laki kovački čekići su teški od 1 do 2 kilograma i drže se jednom rukom. Teški kovački čekići su teški od 3 do 15 kilograma i drže se s obje ruke, pa je potrebno prisustvo i drugog radnika koji pridržava predmet.